# Pseudoanthidium bicoloripenne
Pseudoanthidium bicoloripenne är en biart som först beskrevs av Pasteels 1981.  Pseudoanthidium bicoloripenne ingår i släktet Pseudoanthidium och familjen buksamlarbin. Inga underarter finns listade i Catalogue of Life.